# Ingegneria elettronica

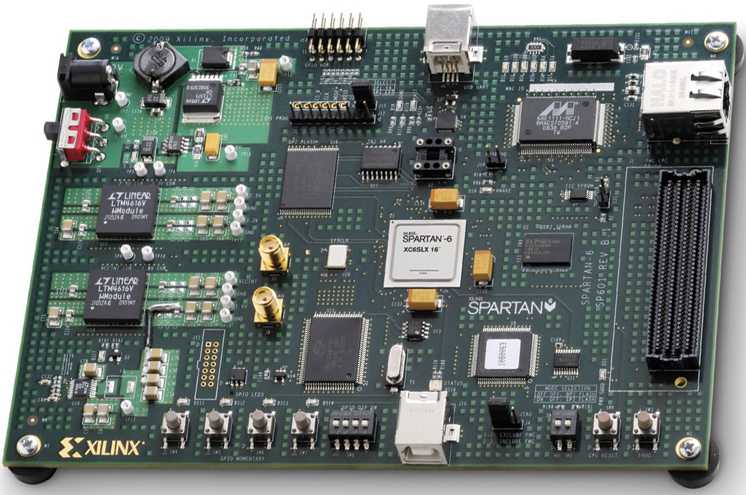
Una scheda elettronica che ospita un sistema FPGA prodotto dalla Xilinx. Le FPGA sono uno dei prodotti più importanti dell'ingegneria elettronica nell'ambito dell'elettronica programmabile ad alte prestazioni.

L'ingegneria elettronica è un ramo dell'ingegneria dell'informazione che applica principi di elettrologia, elettrotecnica, elettronica, elettromagnetismo e di altre discipline collegate alla progettazione e realizzazione di componenti, circuiti, apparati e sistemi elettronici di trasmissione, ricezione ed elaborazione dell'informazione stessa. Prevede la messa in atto di competenze multidisciplinari, sia nei confronti di sistemi informatici e di comunicazione che di sistemi di misura, comando e controllo, soprattutto per quanto riguarda la parte hardware.

## Storia

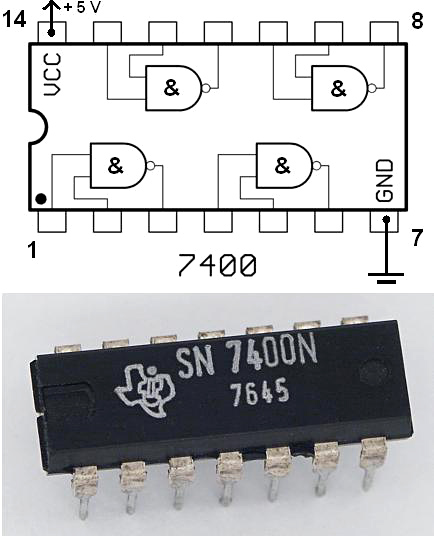
Schema con porte logiche di un microchip

L'elettronica è nata come branca dell'elettrotecnica dallo sviluppo di sistemi di telecomunicazione come la radio e la televisione. Le guerre mondiali, prima per le comunicazioni radio, poi per le reti di calcolatori, sono state il traino principale per l'evoluzione dell'elettronica. Questa veniva inizialmente definita come "ingegneria radio", mentre il termine "ingegneria elettronica" entrò in uso intorno alla fine degli anni cinquanta. Il corso di laurea in ingegneria elettronica venne istituito solo nel 1960 nel Regno Unito: fino ad allora gli studenti di elettronica, radio e telecomunicazioni facevano parte del dipartimento di ingegneria elettrica.
A partire dagli anni 2000 hanno preso grande rilevanza le applicazioni dell'ingegneria elettronica alle telecomunicazioni, in particolare negli ambiti della telefonia mobile e della trasmissione di dati a banda larga come nel caso delle fibre ottiche.
Negli Stati Uniti d'America gli studi di ingegneria elettrica, elettronica, delle telecomunicazioni e dell'automazione fanno capo a un solo corso di laurea, denominato electrical engineering, per via delle comuni basi di elettromagnetismo, di elettrotecnica e di elettronica. Gli studi di ingegneria informatica o computer engineering hanno le stesse basi ma differiscono, in Italia come altrove, per la maggiore attenzione nei confronti dell'architettura dei calcolatori, delle reti di computer e dei sistemi operativi.

## Discipline di interesse
Problemi di particolare interesse per l'ingegneria elettronica sono quelli riguardanti l'analisi e la progettazione di circuiti e dispositivi elettronici.
Gli studi di base per questa disciplina sono fondamentalmente materie come:
- Antenne, Radiopropagazione e Compatibilità elettromagnetica
- Comunicazioni elettriche via cavo e via onde convogliate
- Calcolatori
- Controlli automatici
- Elettromagnetismo e la propagazione delle onde
- Elettronica analogica
- Elettronica applicata a componenti e circuiti
- Elettronica digitale
- Elettronica di potenza
- Elettrotecnica
- Fisica tecnica
- Struttura della materia e quanto concerne lo studio dell'elettronica dello stato solido
- Sistemi digitali
- Teoria dei segnali e quanto riguarda le comunicazioni elettriche
- Teoria dei sistemi e analisi degli stessi.

## Ingegneria elettronica e ingegneria elettrica

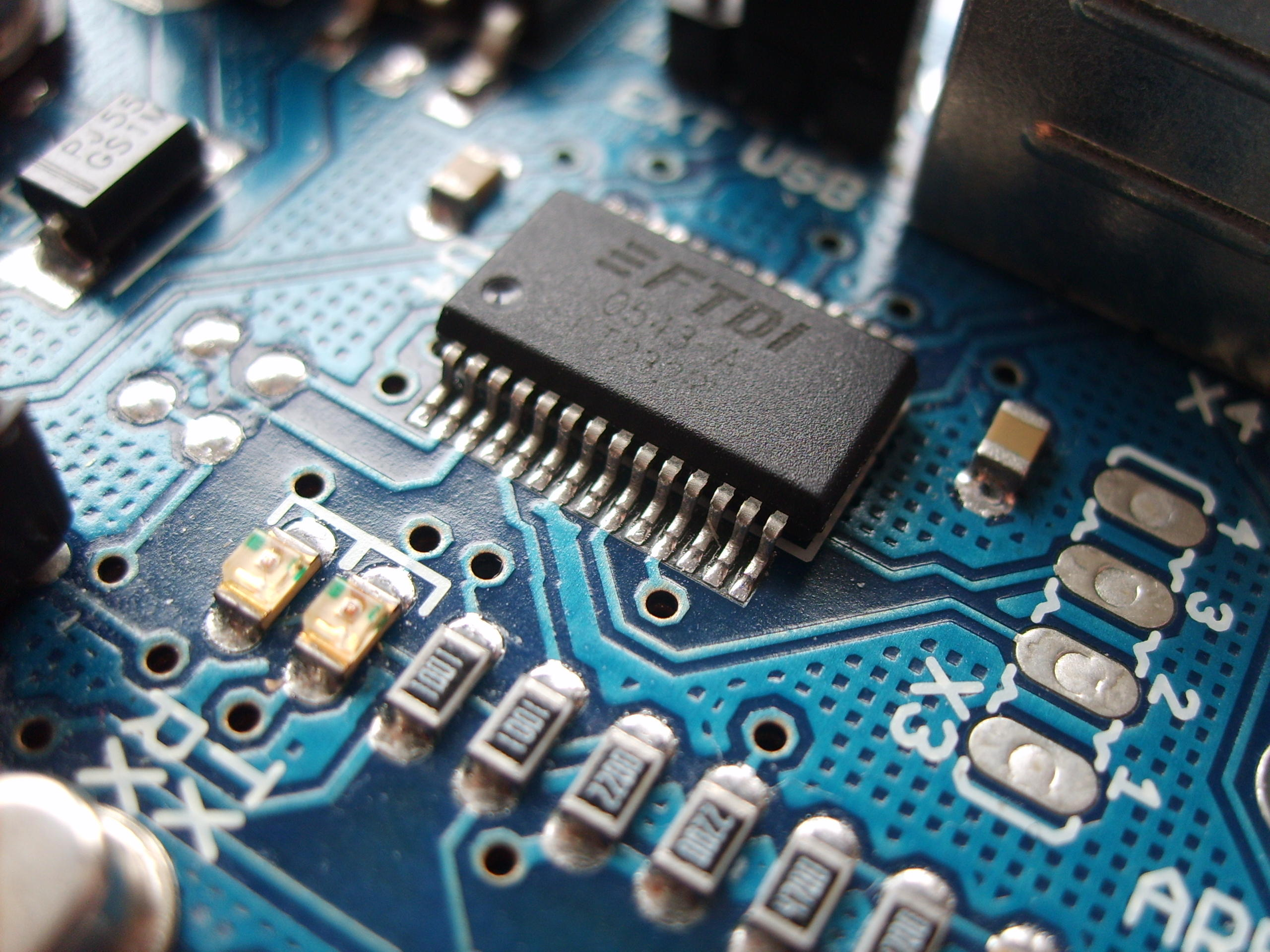
Scheda Arduino

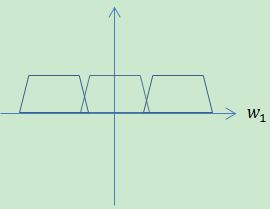
Banco di filtri

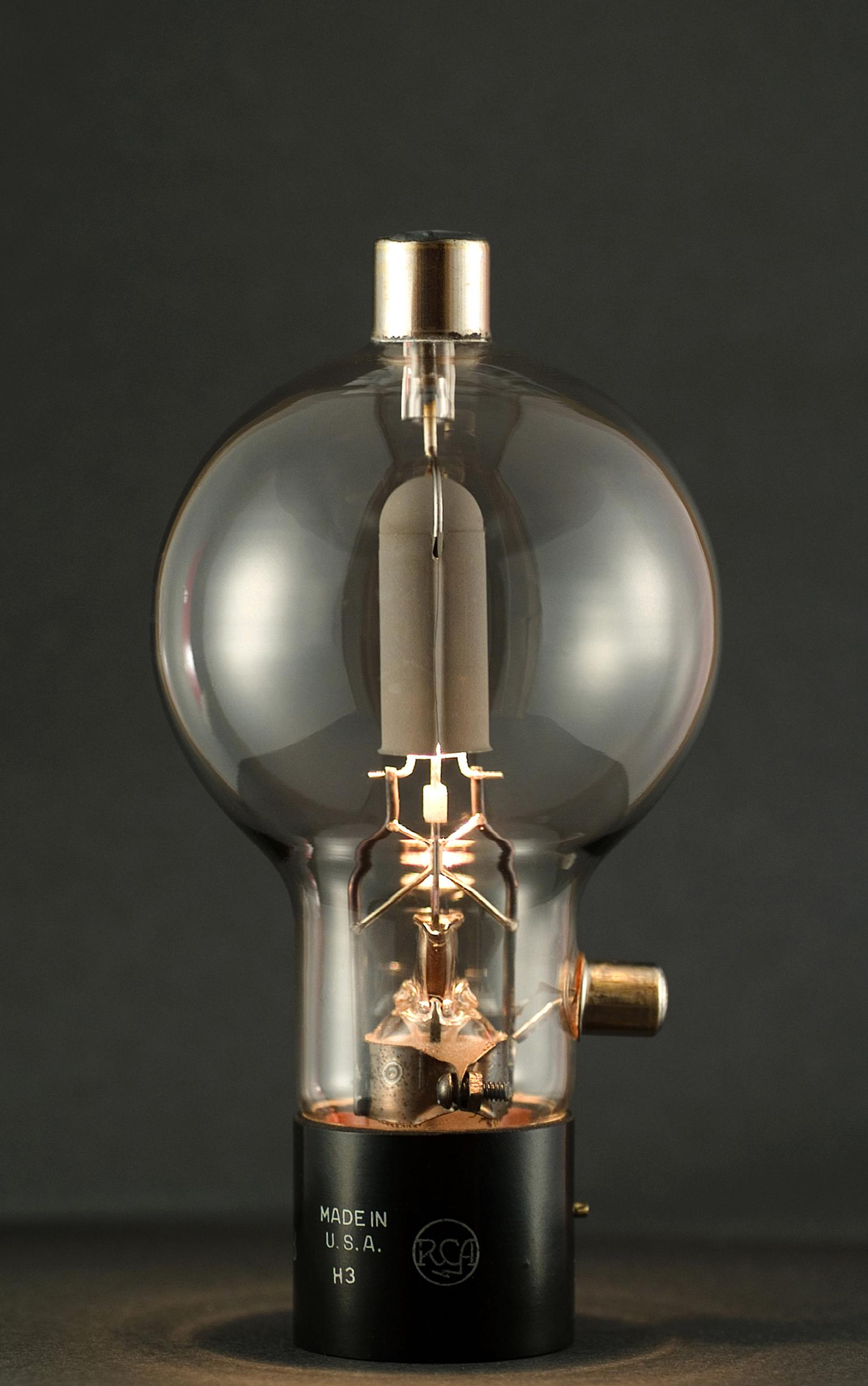
Valvola termoionica

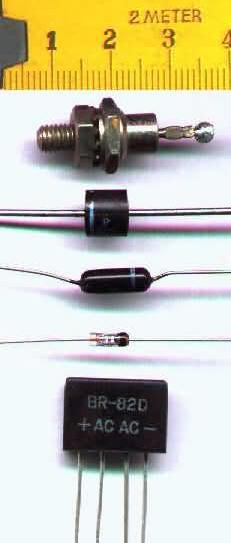
Diodi

Le sfere di conoscenza richieste dalle branche dell'ingegneria elettronica e dell'ingegneria elettrica hanno un'ampia sovrapposizione, specialmente per quanto riguarda la matematica, la fisica, l'elettromagnetismo, la fisica tecnica e l'elettrotecnica.
Una distinzione tra di esse riguarda la quantità di potenza elettrica coinvolta nel tipo di applicazioni ingegneristiche che le due branche vanno a studiare.
L'ingegneria elettronica si occupa di applicazioni che coinvolgano valori di corrente e tensione relativamente piccoli, su frequenze o bassissime (anche frazioni di hertz per la diagnostica geologica), o relativamente elevate, ma solo fino a quelle in cui sia fondamentale l'aspetto di "onda" del segnale, al fine di elaborazione dei segnali e di elaborazione e trasmissione delle informazioni.
In questa ottica l'ingegneria dell'informazione è un sottoinsieme dell'ingegneria elettronica.
L'ingegneria elettrica, o elettrotecnica, si occupa invece di applicazioni in cui la potenza elettrica coinvolta sia consistente, dove i valori di corrente e tensione sono relativamente elevati su frequenze generalmente comprese tra 50 e 400 hertz, al fine di trasportare, trasformare e controllare l'energia elettrica con le caratteristiche necessarie, ricadendo quindi nell'ingegneria industriale, da cui si è separata all'inizio del XX secolo, in concomitanza con la diffusione della distribuzione di energia elettrica.
Un'altra differenza risiede nel tipo di applicazione ovvero nella destinazione d'uso: i componenti elettronici rispetto a quelli prettamente elettrici sono in genere preposti all'elaborazione dell'informazione o dei segnali in generale oppure al controllo dei processi, mentre quelli elettrici sono quasi unicamente destinati alla produzione, al trasporto e all'utilizzazione dell'energia elettrica.
In pratica una distinzione può essere fatta sulla potenza impiegata e dissipata: ad esempio un motore elettrico, spesso controllato da dispositivi elettronici di potenza, non è "elettronico", poiché la potenza messa in atto dal motore elettrico è molto maggiore della potenza messa in atto dai dispositivi che lo controllano. I sistemi di controllo della rete di distribuzione elettrica sono invece "elettronici" (e coinvolgono sia l'elettronica, sia l'informatica, sia le telecomunicazioni), in quanto la potenza elettrica dissipata in essi è molto minore di quella distribuita. Un data center è "elettronico", pur potendo dissipare complessivamente una potenza enorme poiché la potenza dissipata nel singolo componente elementare è bassa, in genere molto minore di quella dissipata in una comune lampadina, mentre la potenza transitante in un semplice quadro elettrico è di diversi ordini di grandezza superiore.
Un'altra possibile differenza è legata al rendimento: in un progetto "elettrotecnico" è importante che la maggior parte dell'energia in ingresso sia trasferita all'uscita, cioè che il rendimento tenda al 100%, mentre in un progetto "elettronico" il rendimento intrinseco dell'apparato semplicemente non è un aspetto d'interesse, se non per i sistemi che controllano potenze elettriche rilevanti.
Più precisamente, l'elettrotecnica nasce, vive e studia tuttora il trattamento dell'energia sotto l'aspetto prevalentemente industriale, tramite l'attuazione di processi specifici che riguardano la sua conversione e il trasporto con l'obiettivo primario del suo utilizzo in termini di lavoro fisico. Il suo ambito è di conseguenza caratterizzato da elevatissimi volumi di energia in gioco. Per questo motivo è estremamente importante che i rendimenti dei processi coinvolti siano i più elevati possibili: una minima differenza peggiorativa del rendimento provoca perdite di energia in quantità elevate. L'evoluzione dell'elettrotecnica ha successivamente stabilito la necessità di controllarli questi processi (elettronica), e congiuntamente ad altri studi scientifici ha generato altri possibili ambiti applicativi dell'elettricità come le telecomunicazioni ed il computing. Esistono comunque rami applicativi dell'elettronica dove il peso del rendimento è fondamentale, come quello dell'elettronica di potenza, o dell'elettronica "personale" (smartphone, tablet, smart TV, smartwatch). Simili dispositivi non sarebbero mai esistiti nell'uso quotidiano se non fossero state elaborate tutta una serie di caratteristiche e accorgimenti progettuali tali da sostenere adeguati livelli di rendimento elettrico.
L'ingegneria elettrica, a differenza dell'ingegneria elettronica, è inoltre sottoposta ad una serie di normative obbligatorie per legge: in molti casi è richiesto un progetto firmato da un professionista abilitato ed esiste un ente unico che emana le normative (il CEI).
L'ingegneria elettronica è normata così come l'ingegneria elettrica; infatti le normative di compatibilità elettromagnetica sono CEI (ad esempio la CEI- 55022) e le stesse normative degli impianti di Informazione, Home Building Electronics Systems HBES sono CEI EN-50090, di Impianti di Telecomunicazioni a commutazione a circuito. Infatti il CEI è un istituto di vecchio corso e si occupa del settore Elettrico-Elettronico senza distinzioni, ossia di Elettrotecnica e Radiotecnica (Elettronica e Telecomunicazioni).
I produttori di apparecchiature elettriche ed elettroniche prima di immettere sul mercato dei loro prodotti sono vincolati all'obbligo della Certificazione di conformità CE, e devono rispettare le prove di:
- emissione di onde elettromagnetiche che non influenzino altri apparati;
- immunità alle onde elettromagnetiche emesse da altri apparati;
- immunità dell'apparecchio alle scariche elettrostatiche;
- immunità agli sbalzi di tensione provenienti dalla rete di alimentazione;
- emissione e diffusione di correnti spurie sulla rete di alimentazione che non devono influenzare altri apparati.

## Il corso di studi di ingegneria elettronica in Italia
In Italia tali studi erano inseriti nei corsi di laurea in ingegneria elettrotecnica. Negli anni sessanta i corsi di Ingegneria Elettronica potevano essere seguiti all'Università degli studi di Pisa, primo laureato il professor Bruno Pellegrini nel 1961, e al Politecnico di Torino.
Negli anni 1990 il corso di laurea si differenziò ulteriormente in:
- ingegneria elettronica per gli aspetti riguardanti componenti e circuiti elettronici;
- ingegneria informatica per gli aspetti riguardanti i computer e la programmazione;
- ingegneria delle telecomunicazioni per i sistemi di comunicazione telefonica e broadcasting.

Contemporaneamente in molte facoltà si introduceva la laurea in informatica derivante dal vecchio corso di laurea in scienza dell'informazione, con orientamento ristretto all'informatica pura, e non alle tecnologie realizzative.
Per essere ammesso ai corsi di laurea, lo studente deve essere in possesso di un diploma di scuola secondaria di secondo grado o di altro titolo di studio conseguito all'estero riconosciuto idoneo.
L'accesso ai corsi di laurea in ingegneria elettronica è libero, ma è richiesta la partecipazione a un test non selettivo di autovalutazione (OFA) che se non superato impone restrizioni alla possibilità di sostenere alcuni esami.